# Partecipanti all'UAE Tour 2024
Elenco dei partecipanti all'UAE Tour 2024.
L'UAE Tour 2024 è stata la sesta edizione della corsa. Alla competizione presero parte venti squadre: sedici iscritte all'UCI World Tour 2024 e quattro dell'UCI ProTeam.
Ciascuna delle squadre è composta da sette ciclisti, per un totale di 140 ciclisti.

## Corridori per squadra
Nota: R ritirato, NP non partito, FT fuori tempo, SQ squalificato
| UAE Team Emirates       | UAE Team Emirates       | UAE Team Emirates       | Alpecin-Deceuninck              | Alpecin-Deceuninck              | Alpecin-Deceuninck              | Astana Qazaqstan Team | Astana Qazaqstan Team | Astana Qazaqstan Team |
| ----------------------- | ----------------------- | ----------------------- | ------------------------------- | ------------------------------- | ------------------------------- | --------------------- | --------------------- | --------------------- |
| N°                      | Ciclista                | Clas.                   | N°                              | Ciclista                        | Clas.                           | N°                    | Ciclista              | Clas.                 |
| 1                       | Adam Yates              | R 3ª                    | 11                              | Kaden Groves                    | 97°                             | 21                    | Mark Cavendish        | NP 6ª                 |
| 2                       | Ivo Oliveira            | 123°                    | 12                              | Maurice Ballerstedt             | 105°                            | 22                    | Michele Gazzoli       | 128°                  |
| 3                       | Mikkel Bjerg            | 15°                     | 13                              | Silvan Dillier                  | 50°                             | 23                    | Dmitrij Gruzdev       | 108°                  |
| 4                       | Vegard Stake Laengen    | 90°                     | 14                              | Jason Osborne                   | R 7ª                            | 24                    | Harold Martín López   | 14°                   |
| 5                       | Brandon McNulty         | 57°                     | 15                              | Jonas Rickaert                  | 69°                             | 25                    | Michael Mørkøv        | 127°                  |
| 6                       | Juan Sebastián Molano   | 124°                    | 16                              | Henri Uhlig                     | 43°                             | 26                    | Gleb Syrica           | 122°                  |
| 7                       | Jay Vine                | 22°                     | 17                              | Fabio Van Den Bossche           | 52°                             | 27                    | Harold Tejada         | 24°                   |
| Bahrain Victorious      | Bahrain Victorious      | Bahrain Victorious      | Bora-Hansgrohe                  | Bora-Hansgrohe                  | Bora-Hansgrohe                  | Cofidis               | Cofidis               | Cofidis               |
| N°                      | Ciclista                | Clas.                   | N°                              | Ciclista                        | Clas.                           | N°                    | Ciclista              | Clas.                 |
| 31                      | Pello Bilbao            | 3°                      | 41                              | Sam Welsford                    | 82°                             | 51                    | Kenny Elissonde       | R 7ª                  |
| 32                      | Nikias Arndt            | 38°                     | 42                              | Emanuel Buchmann                | 27°                             | 52                    | Stanisław Aniołkowski | 87°                   |
| 33                      | Phil Bauhaus            | 111°                    | 43                              | Patrick Gamper                  | 63°                             | 53                    | Rubén Fernández       | 30°                   |
| 34                      | Rainer Kepplinger       | NP 5ª                   | 44                              | Filip Maciejuk                  | 47°                             | 54                    | Eddy Finé             | 71°                   |
| 35                      | Johan Price-Pejtersen   | 117°                    | 45                              | Ryan Mullen                     | 85°                             | 55                    | Milan Fretin          | 109°                  |
| 36                      | Cameron Scott           | 99°                     | 46                              | Danny van Poppel                | 84°                             | 56                    | Christophe Noppe      | 112°                  |
| 37                      | Torstein Træen          | 29°                     | 47                              | Ben Zwiehoff                    | 17°                             | 57                    | Hugo Toumire          | 39°                   |
| Corratec Vini Fantini   | Corratec Vini Fantini   | Corratec Vini Fantini   | Decathlon AG2R La Mondiale Team | Decathlon AG2R La Mondiale Team | Decathlon AG2R La Mondiale Team | EF Education-EasyPost | EF Education-EasyPost | EF Education-EasyPost |
| N°                      | Ciclista                | Clas.                   | N°                              | Ciclista                        | Clas.                           | N°                    | Ciclista              | Clas.                 |
| 61                      | Jakub Mareczko          | R 7ª                    | 71                              | Sam Bennett                     | 125°                            | 81                    | Simon Carr            | 20°                   |
| 62                      | Alessandro Monaco       | 68°                     | 72                              | Bruno Armirail                  | 37°                             | 82                    | Stefan de Bod         | R 1ª                  |
| 63                      | Marco Murgano           | 76°                     | 73                              | Ben O'Connor                    | 2°                              | 83                    | Markel Beloki         | 72°                   |
| 64                      | Andrij Ponomar          | 42°                     | 74                              | Valentin Paret-Peintre          | 36°                             | 84                    | Sean Quinn            | 40°                   |
| 65                      | Mark Stewart            | 86°                     | 75                              | Gianluca Pollefliet             | 98°                             | 85                    | Jack Rootkin-Gray     | 106°                  |
| 66                      | Attilio Viviani         | 80°                     | 76                              | Nicolas Prodhomme               | 32°                             | 86                    | Georg Steinhauser     | NP 2ª                 |
| 67                      | Samuele Zambelli        | 129°                    | 77                              | Valentin Retailleau             | 60°                             | 87                    | Jardi van der Lee     | 41°                   |
| Ineos Grenadiers        | Ineos Grenadiers        | Ineos Grenadiers        | Intermarché-Wanty               | Intermarché-Wanty               | Intermarché-Wanty               | Israel-Premier Tech   | Israel-Premier Tech   | Israel-Premier Tech   |
| N°                      | Ciclista                | Clas.                   | N°                              | Ciclista                        | Clas.                           | N°                    | Ciclista              | Clas.                 |
| 91                      | Elia Viviani            | 110°                    | 101                             | Louis Meintjes                  | 33°                             | 111                   | Pascal Ackermann      | 120°                  |
| 92                      | Andrew August           | 55°                     | 102                             | Kevin Colleoni                  | 35°                             | 112                   | George Bennett        | 25°                   |
| 93                      | Tobias Foss             | 11°                     | 103                             | Alexy Faure Prost               | 51°                             | 113                   | Oded Kogut            | 101°                  |
| 94                      | Michael Leonard         | 100°                    | 104                             | Arne Marit                      | 115°                            | 114                   | Matthew Riccitello    | 12°                   |
| 95                      | Brandon Rivera          | 8°                      | 105                             | Tom Paquot                      | 48°                             | 115                   | Mads Würtz Schmidt    | 61°                   |
| 96                      | Óscar Rodríguez         | 31°                     | 106                             | Gijs Van Hoecke                 | 94°                             | 116                   | Michael Schwarzmann   | 113°                  |
| 97                      | Ben Swift               | 56°                     | 107                             | Boy van Poppel                  | 114°                            | 117                   | Rick Zabel            | 96°                   |
| Lidl-Trek               | Lidl-Trek               | Lidl-Trek               | Lotto Dstny                     | Lotto Dstny                     | Lotto Dstny                     | Movistar Team         | Movistar Team         | Movistar Team         |
| N°                      | Ciclista                | Clas.                   | N°                              | Ciclista                        | Clas.                           | N°                    | Ciclista              | Clas.                 |
| 121                     | Juan Pedro López        | 16°                     | 131                             | Thomas De Gendt                 | R 7ª                            | 141                   | Einer Rubio           | 13°                   |
| 122                     | Dario Cataldo           | 70°                     | 132                             | Johannes Adamietz               | 44°                             | 142                   | Rémi Cavagna          | 59°                   |
| 123                     | Simone Consonni         | 67°                     | 133                             | Jacopo Guarnieri                | 89°                             | 143                   | Davide Cimolai        | 121°                  |
| 124                     | Patrick Konrad          | 19°                     | 134                             | Jarne Van de Paar               | 91°                             | 144                   | Fernando Gaviria      | NP 7ª                 |
| 125                     | Jacopo Mosca            | 34°                     | 135                             | Lennert Van Eetvelt             | 1°                              | 145                   | Lorenzo Milesi        | 45°                   |
| 126                     | Natnael Tesfatsion      | 21°                     | 136                             | Henri Vandenabeele              | 79°                             | 146                   | Iván Romeo            | 26°                   |
| 127                     | Carlos Verona           | 9°                      | 137                             | Harm Vanhoucke                  | 46°                             | 147                   | Pelayo Sánchez        | 65°                   |
| Soudal Quick-Step       | Soudal Quick-Step       | Soudal Quick-Step       | Team DSM-Firmenich PostNL       | Team DSM-Firmenich PostNL       | Team DSM-Firmenich PostNL       | Team Jayco AlUla      | Team Jayco AlUla      | Team Jayco AlUla      |
| N°                      | Ciclista                | Clas.                   | N°                              | Ciclista                        | Clas.                           | N°                    | Ciclista              | Clas.                 |
| 151                     | Tim Merlier             | 102°                    | 161                             | Fabio Jakobsen                  | 128°                            | 171                   | Dylan Groenewegen     | 107°                  |
| 152                     | Ayco Bastiaens          | 93°                     | 162                             | Tobias Lund Andresen            | 77°                             | 172                   | Eddie Dunbar          | NP 2ª                 |
| 153                     | Jan Hirt                | 28°                     | 163                             | Alexander Edmondson             | 92°                             | 173                   | Jan Maas              | 49°                   |
| 154                     | Bert Van Lerberghe      | 103°                    | 164                             | Enzo Leijnse                    | 81°                             | 174                   | Luka Mezgec           | 78°                   |
| 155                     | Ilan Van Wilder         | 4°                      | 165                             | Max Poole                       | 7°                              | 175                   | Kelland O'Brien       | 64°                   |
| 156                     | Mauri Vansevenant       | 18°                     | 166                             | Timo Roosen                     | 73°                             | 176                   | Jesús David Peña      | 23°                   |
| 157                     | Jordi Warlop            | 104°                    | 167                             | Julius van den Berg             | 126°                            | 177                   | Elmar Reinders        | 83°                   |
| Team Visma-Lease a Bike | Team Visma-Lease a Bike | Team Visma-Lease a Bike | Tudor Pro Cycling Team          | Tudor Pro Cycling Team          | Tudor Pro Cycling Team          |                       |                       |                       |
| N°                      | Ciclista                | Clas.                   | N°                              | Ciclista                        | Clas.                           |                       |                       |                       |
| 181                     | Olav Kooij              | 74°                     | 191                             | Arvid de Kleijn                 | 116°                            |                       |                       |                       |
| 182                     | Bart Lemmen             | 10°                     | 192                             | Nils Brun                       | 58°                             |                       |                       |                       |
| 183                     | Attila Valter           | 5°                      | 193                             | Sebastian Kolze Changizi        | 95°                             |                       |                       |                       |
| 184                     | Loe van Belle           | 53°                     | 194                             | Rick Pluimers                   | 88°                             |                       |                       |                       |
| 185                     | Tosh Van Der Sande      | 66°                     | 195                             | Michael Storer                  | 6°                              |                       |                       |                       |
| 186                     | Mick van Dijke          | 54°                     | 196                             | Florian Stork                   | 75°                             |                       |                       |                       |
| 187                     | Tim van Dijke           | 62°                     | 197                             | Maikel Zijlaard                 | 119°                            |                       |                       |                       |